# Cờ Gadsden

Cờ Gadsden.

Cờ Gadsden là một lá cờ Hoa Kỳ với nền vàng, trên đó là hình ảnh một con rắn đuôi chuông cuộn mình và sẵn sàng tấn công. Dưới con rắn là dòng chữ "DONT TREAD ON ME" ("chớ giẫm lên tôi"). Lá cờ được đặt theo tên của chính khách Mỹ Christopher Gadsden (1724–1805), người đã thiết kế nó nằm 1775 trong cuộc Cách mạng Hoa Kỳ. Nó từng được sử dụng bởi Thủy quân lục chiến Lục địa như một lá cờ biểu trưng thời đầu, cùng với cờ Moultrie.
Cờ Gadsden hiện nay được sử dụng trong các phong trào chính trị như phong trào chủ nghĩa tự do cá nhân và phong trào Tiệc trà; và bởi các nhóm cổ động viên bóng đá, gồm Sam's Army và American Outlaws từ cuối thập niên 1980.

## Lịch sử

### Biểu tượng con rắn
Loài rắn đuôi chuông gỗ sinh sống tại khu vực trước đây là Mười ba Thuộc địa. Việc sử dụng hình ảnh của nó như một biểu tượng của các thuộc địa này có thể được truy ngược lại thời Benjamin Franklin. Năm 1751, ông lần đầu nhắc đến rắn đuôi chuông trong một bài viết châm biếm phát hành trên tờ Pennsylvania Gazette của ông. Từ chính sách gửi tội phạm đến châu Mỹ của Vương quốc Anh, Franklin viết rằng họ nên cảm ơn người Anh bằng cách gửi rắn đuôi chuông đến Anh.

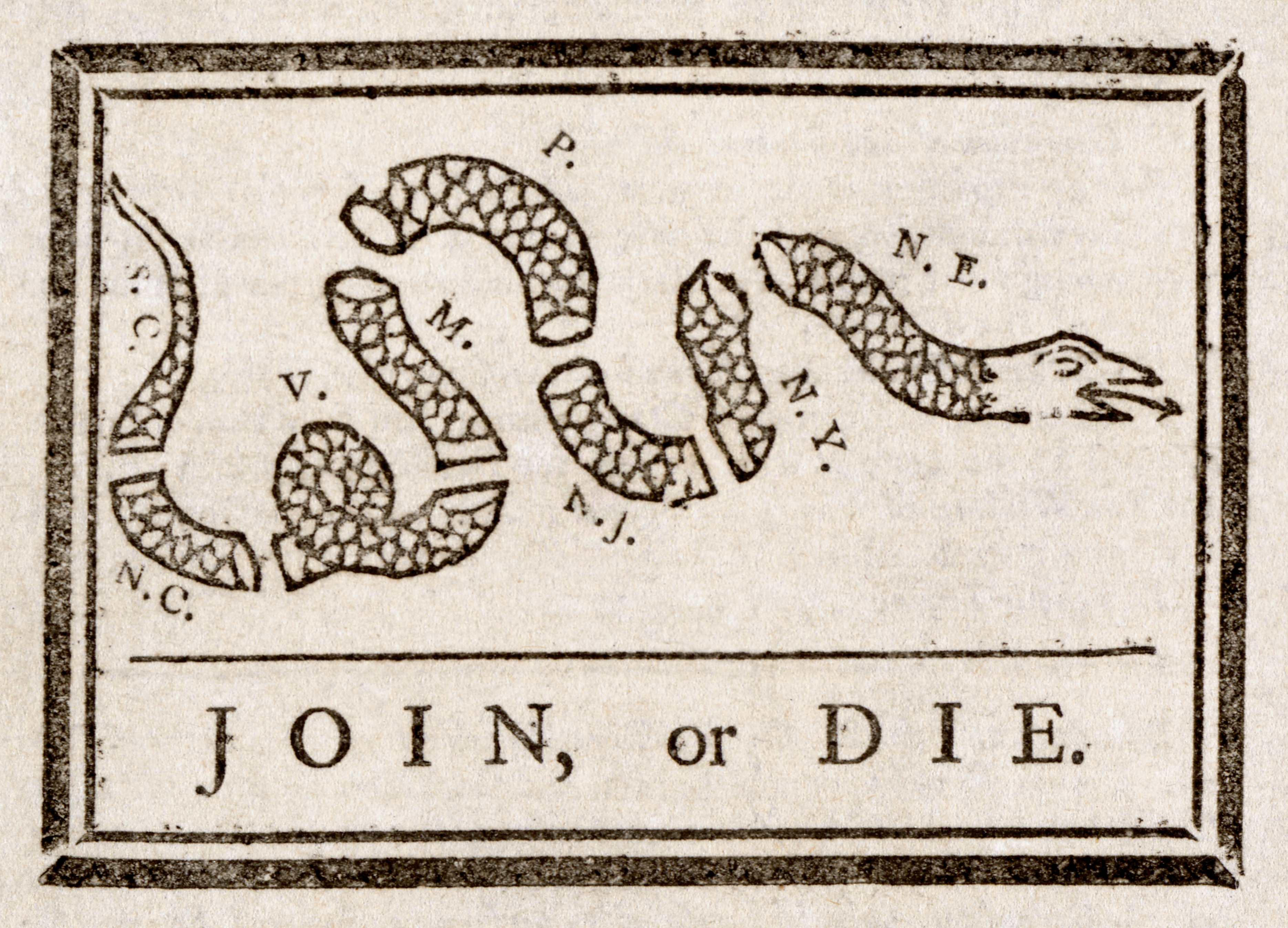
Họa phẩm "Join, or Die" của Benjamin Franklin.

Năm 1754, trong thời gian cuộc chiến tranh với Pháp và người Da đỏ, Franklin phát hành bức tranh khắc gỗ hình con rắn bị cắt ra tám đoạn. Nó thể hiện các thuộc địa, trong đó New England hợp lại làm cái đầu, và Nam Carolina là cái đuôi, các đoạn thân rắn tương ứng với các thuộc địa còn lại dọc theo bờ biển Đại Tây Dương. Dưới con rắn là dòng chữ "Join, or Die" ("Gia nhập, hoặc chết").
Do các thuộc địa ngày càng chú tâm vào cộng đồng riêng và quan điểm tự do, hơn là chỉ phụ thuộc của đế quốc Anh, những biểu tượng riêng ngày càng được phổ biến rộng. Rắn đuôi chuông, giống như đại bàng đầu trắng và người da đỏ, trở thành biểu tượng của ý tưởng và xã hội Mỹ.